# Bronco McKart
Bronco Banyon McKart (* 20. März 1971 in Monroe, Michigan) ist ein ehemaliger US-amerikanischer Profiboxer. Er war 1996 kurzzeitig WBO-Weltmeister im Halbmittelgewicht.
Er wurde von Jackie Kallen gemanagt und ist der jüngere Bruder des ehemaligen Profiboxers Matt McKart.

## Karriere
Zwischen 1992 und 1996 gewann er 27 von 28 Kämpfen, davon 20 vorzeitig. Dabei besiegte er Boxer mit positiven Bilanzen wie William Ruiz (21-4), Skipper Kelp (18-1), Engels Pedroza (39-6), Ian Garrett (21-3) und Aaron Davis (40-3). Seine einzige Niederlage erlitt er gegen Clayton Williams (4-0). Im März 1996 gewann er schließlich den WBO-WM-Titel durch einen vorzeitigen Sieg gegen Santos Cardona (30-6), der bereits dreimal um einen WM-Titel geboxt hatte. Er verlor den Titel jedoch im ersten Verteidigungskampf im Mai knapp nach Punkten an Ronald Wright (34-1).
In folgenden Kämpfen schlug er unter anderem Shane Lanham (11-0), Glenwood Brown (47-8), Kenny Ellis (21-0) und Jason Papillion (31-3). Im Juni 2000 gewann er mit einem weiteren Sieg gegen Papillion die Nordamerikanische Meisterschaft der NABF. Im September 2000 verlor er erneut nach Punkten gegen Ronald Wright. Ein drittes Mal boxte er gegen Wright im September 2002. Dabei ging es um den WM-Titel der IBF. McKart wurde jedoch aufgrund mehrerer Tiefschläge in der achten Runde disqualifiziert. Im April 2003 folgte eine Punktniederlage gegen Verno Phillips (34-8).
Im Oktober 2004 boxte er um den WM-Gürtel der WBA, unterlag jedoch nach Punkten gegen Travis Simms (23-0). Im Juli 2006 verlor er vorzeitig gegen Kelly Pavlik (27-0). Gegen den Mexikaner Enrique Ornelas (25-3) gewann er erneut den NABF-Titel, diesmal im Mittelgewicht. Im März 2008 erreichte er über zehn Runden ein Unentschieden gegen Raúl Márquez (40-3). Bei einem erneuten Kampf um den NABF-Titel unterlag er gegen Roman Karmasin (36-3). Im Juli 2012 verlor er zudem vorzeitig gegen Anthony Mundine (43-4).
Im Mai 2014 bestritt er seinen letzten Kampf und verlor dabei nach drei Niederschlägen durch t.K.o. in der ersten Runde gegen Tony Harrison (17-0).